# OpenJava
OpenJava es el nombre con el que se conoce una herramienta de programación para analizar código en Java. Su desarrollador principal fue Michiaki Tatsubori. Fue publicada por primera vez en 1997, año en que ganó el Premio para el Estímulo Estudiantil (Student Encouragement Prize) del Java Conference Grandprix ’97 que se celebró en Japón.
Esta no debe confundirse con OpenJDK, la versión de código abierto del entorno de ejecución y herramientas del compilador Java.
OpenJava fue renombrado como «OJ» en octubre de 2007 por solicitud de Sun Microsystems.